# O tragedie în Livonia
O tragedie în Livonia (în franceză Un drame en Livonie) este un roman scris de Jules Verne și apărut în 1904, mai întâi în foileton în Magasin d'Éducation et de Récréation între 1 ianuarie și 15 iunie, apoi în volum pe 7 iulie.

## Povestea
În Livonia (regiune împărțită la ora actuală între Estonia și Letonia), angajatul unei bănci, pe nume Poch, este asasinat la hanul Crucea Ruptă în timpul unei călătorii în care transporta bilete de bancă de la o agenție la alta. Deoarece era pe cale de a se căsători, asasinarea lui stârnește o reacție vie în sânul opiniei publice.
Principalul suspect este profesorul Dimitri Nicolev, reprezentant al slavilor în viitoarele alegeri municipale din Riga, care datora o sumă importantă de bani băncii fraților Johausen, reprezentanții germanilor în cadrul acelorași alegeri. Cei doi copii, Ilka și Ivan, își susțin tatăl în acest proces, convinși de nevinovăția lui, deși profesorul refuză să justifice prezența sa la han în noaptea asasinatului și, implicit, alibiul care l-ar disculpa.
Ilka este logodită cu avocatul Vladimir Ianov, un prizonier politic deportat în minele din Siberia. Acesta evadase și revenise în Livonia, de unde dorea să se îmbarce pentru a pleca în străinătate. Aflând de sosirea lui, Dimitri Nicolev a plecat să-l întâlnească și să-i înmâneze banii moșteniți de la tatăl lui Vladimir și care rămăseseră în păstrarea sa. Deși știe că riscă să fie arestat de autorități, Ianov își face apariția în public pentru a-l disculpa pe profesor și a justifica motivele călătoriei făcute de acesta în noaptea asasinatului.
Ancheta intră în impas, dar în sânul familiei Nicolev a și-a făcut loc fericirea, întrucât se renunță la acuzațiile politice împotriva lui Vladimir. Doar Dimitri suferă, știind că se apropie scadența pentru banii datorați adversarilor politici, bancherii Johausen, iar el nu deține suma necesară. Aflând de problema viitorului său socru, Vladimir renunță de bunăvoie la banii moșteniți de la tatăl său pe care i-i încredințase Dimitri, pentru a plăti datoria acestuia. Însă acești bani se dovedesc a fi biletele de bancă purtate asupra sa de Poch în noaptea asasinatului. Înțelegând că nu mai are nicio șansă de scăpare, Dimitri fuge de acasă și se sinucide.
În urma acestui scandal, facțiunea germană câștigă alegerile, iar Ilka refuză să se mai căsătorească cu Vladimir, considerând că i-ar păta reputația. Dar moartea subită a cabanierului de la Crucea Ruptă aruncă o nouă lumină asupra cazului. Chinuit de remușcări, acesta se spovedește pe patul de moarte și recunoaște că el a comis crima asupra lui Poch, apoi a inversat sumele de bani pe care acesta și Dimitri Nicolev le purtau asupra lor. Ulterior, a aranjat toate indiciile pentru ca prezumția de vinovăție să cadă asupra lui Dimitri, dar, văzând că acesta scapă de acuzații, l-a ucis înainte de a afla de lovitura de teatru care îl aducea pe acesta din nou în postura de acuzat.

### Capitolele cărții
| - I. - Trecerea frontierei - II. - Slavul îl ajută pe slav - III. - Familia Nicolev - IV. - În poștalion - V. - La Crucea Ruptă - VI. - Slavi și germani - VII. - Descinderea Poliției - VIII. - La Universitatea din Dorpat | - IX. - Denunțul - X. - Interogatoriul - XI. - Înaintea mulțimii - XII. - Vladimir Ianov - XIII. - A doua percheziție - XIV. - Lovitură după lovitură - XV. - La mormânt - XVI. - Confesiunea |

## Constatări medico-legale
Termenul de constatare medico-legală exista deja în vremea în care Jules Verne a scris acest roman. Aici, urma inelului de pe mânerul unui cuțit furnizează indicii despre asasinarea angajatului unei bănci. Similar, într-un roman anterior (Frații Kip), inelul unui kriss servise la identificarea precisă a armei asasinatului.

## Teme abordate în cadrul romanului
- indiciul lăsat de obiectul folosit în asasinat, care permite depistarea criminalului (temă prezentă și în Frații Kip)
- conflictul dntre cele două facțiuni în care sunt împărțiți locuitorii (în cazul de față între săracii de origine slavă și burghezia de origine germană). Tema acestui conflict apare și în romanele Nord contra Sud (între adepții sclaviei și cei care doresc abolirea ei), în Drumul Franței (între francezi și prusaci), în Arhipelagul în flăcări (între greci și turci) sau în Familia fără nume (între canadienii de origine franceză și cei de origine engleză).
- prezentarea într-o lumină negativă a germanilor (temă prezentă și în Cele 500 de milioane ale Begumei sau Drumul Franței).
- iubirea imposibilă dintre două personaje, în cazul defață Ilka Nicolev și Vladimir Ianov (situație similară celei dintre Jean Morgaz și Clary Vaudreuil din Familia fără nume)

## Lista personajelor
- Dimitri Nicolev - 47 de ani, profesor livonez de origine slavă
- Ilka Nicolev - 24 de ani, fiica lui Dimitri
- Ivan Nicolev - 19 ani, fiul lui Dimitri, student la Universitatea din Dorpat
- Vladímir Ianov - 32 de ani, avocat, logodnic al Ilkăi, fost prizonier în minele din Siberia timp de 4 ani
- Dl. Delaporte - 40 de ani, consul francez, prieten al familiei Nicolev
- Dr. Hamine - 50 de ani, medic, prieten al familiei Nicolev
- Poch - 50 de ani, angajat al băncii fraților Johausen, asasinat în condiții misterioase
- Broks - conducător de diligență
- Frank Johausen - bancher bogat de origine germană, rival politic al lui Dimitri Nicolev
- Krov - cabanier de origine germană, proprietar al Crucii Rupte
- Karl Johausen - student la Universitatea din Dorpat, fiul bancherului Johausen și rivalul lui Ivan Nicolev
- Siegfried - student de origine germană, prieten cu Karl
- Gospodin - student de origine slavă, prieten cu Ivan
- Trankel - servitorul familiei Johausen
- Kerstorv - judecător de origine slavă
- Gorko - general de origine slavă
- Raghenov - colonel, șef al poliției ruse
- Verder - maior de origine germană
- Eck - brigadier de origine germană

## Adaptări
În 1999, scenaristul François Rivière și desenatorul Serge Micheli au realizat o adaptare în bandă desenată a romanului. Scenaristul a rămas extrem de fidel romanului, în timp ce desenatorul s-a străduit să creeze "imagini hipnotice", ceea ce l-a determinat pe editor să remarce că "grafica și culorile sale baroce transpun atât de bine universul slav și leton al romanului, încât regăsim în ele întreaga sa originalitate".

## Traduceri în limba română
- 2009 - O dramă în Livonia, Ed. Paralela 45, 208 pag., ISBN 973-47-0490-3
- 2011 - O tragedie în Livonia, Ed. ErcPress, Colecția "Jules Verne", vol. 16, traducere C. Starcu, 192 pag., ISBN 978-606-602-044-2